# Amy Gutmann

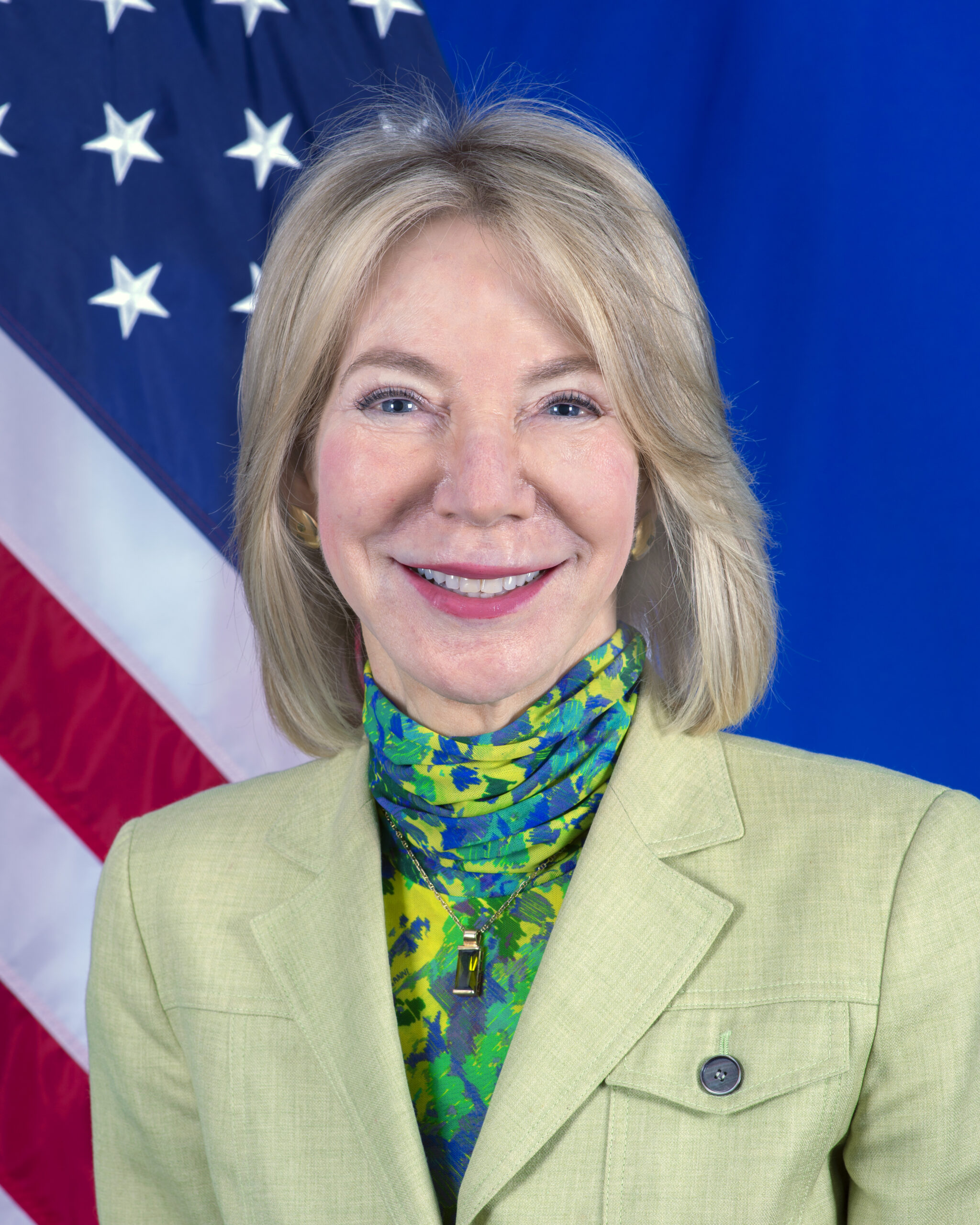
Amy Gutmann (2022)

Amy Gutmann (* 19. November 1949 in Brooklyn, New York) ist eine US-amerikanische Politologin und Diplomatin. Vom 17. Februar 2022 bis zum 13. Juli 2024 war sie Botschafterin der Vereinigten Staaten in Deutschland. Von 1989 bis 2004 war sie Professorin an der Princeton University und von 2004 bis Februar 2022 Präsidentin der University of Pennsylvania, an der sie auch eine Professur innehatte.

## Leben
Gutmann wurde am 19. November 1949 im New Yorker Stadtbezirk Brooklyn geboren. Ihr in einer jüdisch-orthodoxen Familie aufgewachsener Vater Kurt Gutmann stammte aus Feuchtwangen in Mittelfranken und floh 1934 aus Nazi-Deutschland nach Bombay in Britisch-Indien, wo er eine Metallwarenfabrik aufbaute, nachdem ihm ein Visum für die Vereinigten Staaten zunächst verweigert worden war. Kurt Gutmann hatte auch seine vier Geschwister und die Eltern angesichts der zunehmenden Verfolgung von Juden zur Flucht aus Deutschland überredet. Nach dem Zweiten Weltkrieg emigrierte er in die USA. Gutmanns Eltern heirateten 1948 in New York. Sie wuchs in der Stadt Monroe im Bundesstaat New York auf. Ihr Vater starb 1966, als sie als Schülerin an der Junior High School war, worauf ihre Mutter Beatrice als Sekretärin an der Schule zu arbeiten begann.
1967 ging sie mit einem Stipendium an das Radcliffe College. Sie schloss 1971 mit einem Bachelor-Abschluss magna cum laude ab. Im Folgejahr studierte sie an der London School of Economics im Fach Politikwissenschaft und erlangte einen Master-Abschluss. In dem Fach promovierte sie 1976 an der Harvard University und trägt seitdem den Ph.D.-Doktorgrad.
Nach ihrer Promotion begann sie 1976 an der Princeton University zu arbeiten. Dort war sie ab 1981 Associate Professor, ab 1989 Professorin. Zwischenzeitlich war sie außerdem Dekanin und Beraterin des Universitätspräsidenten. 2001 wurde sie Provost der Princeton University.
Gutmann wurde 2004 Präsidentin der University of Pennsylvania und war gleichzeitig Professorin. Die Erinnerung an ihren Vater spielte eine Rolle, als sie 2012 das weltgrößte Holocaust-Archiv an die Universität brachte. Ihr Vertrag wurde bis 2022 verlängert. Mit einem Jahressalär von mehr als 3 Mio. US$ war Gutmann die höchstbezahlte Präsidentin der Ivy-League-Universitäten.
1997 wurde Gutmann in die American Academy of Arts and Sciences und 2005 in die American Philosophical Society gewählt. Sie wurde 2009 vom damaligen US-Präsidenten Barack Obama als Vorsitzende der Bioethikkommission des Präsidenten (Presidential Commission for the Study of Bioethical Issues) berufen und hatte das Amt sieben Jahre inne. Von der Zeitschrift Fortune wurde sie 2018 auf Platz 49 der World’s 50 Greatest Leaders benannt.
Am 13. Juli 2021 nominierte US-Präsident Joe Biden sie für das Amt der US-Botschafterin in Deutschland. Mitglieder der Republikanischen Partei im Senat blockierten zunächst ihre Ernennung. Am 4. Januar 2022 wurde Gutmann dem Senat erneut vorgeschlagen und am 8. Februar 2022 bestätigte er ihre Ernennung mit 54 Ja- und 42 Nein-Stimmen. Gutmann leitet als erste Frau im vereinten Deutschland die Botschaft der Vereinigten Staaten in Berlin. Die Botschaft in Berlin war von Juni 2020 bis Februar 2022 ohne Botschafter und wurde in der Zwischenzeit von Geschäftsträgern geleitet – so lange wie nie zuvor seit dem Zweiten Weltkrieg.
Als Botschafterin der USA in das Land zu gehen, aus dem ihr Vater habe fliehen müssen, sei historisch bedeutsam, sagte Gutmann, nicht nur für sie selbst. Es zeige, was eine Allianz, was die Zusammenarbeit der USA mit Deutschland habe erreichen können. Das habe ihr Vater leider nicht mehr erleben dürfen. Am 17. Februar 2022 überreichte sie Bundespräsident Frank-Walter Steinmeier das Beglaubigungsschreiben.
Im Mai 2024 kündigte sie für den Sommer desselben Jahres ihre Amtsaufgabe an, weil sie sich ihrem Mann anschließen wolle, der wegen beruflicher Verpflichtungen in die USA zurückkehren werde.
Gutmann ist mit dem Politologen Michael W. Doyle verheiratet. Ihre Tochter ist die Chemikerin und Hochschullehrerin Abigail Doyle.

## Zitate
„Wir dürfen die Demokratie niemals, niemals für selbstverständlich halten. Wir müssen sie verteidigen, wir müssen für sie kämpfen, wir müssen dafür sorgen, dass sie überlebt, nicht nur für uns, sondern für unsere Kinder und Enkel und künftige Generationen“